# Арсенян Миша Людвигович
Миша Людвигович Арсенян (вірм. Միշա Լյուդվիգի Արսենյան; 1 січня 1951, м. Артік, марз Ширак, Вірменська РСР) — український та вірменський підприємець, ліквідатор ЧАЕС, депутат Куликівської районної ради сьомого скликання, заступник голови організації "Союз Чорнобиль України" в Куликівської громади .

## Життєпис
Миша Людвигович Арсенян народився 1 січня 1951 р. у місті Артік, марзі Ширак, Вірменія в родині будівельників. З народження носив ім'я Михайло, але у школі називали Мішею, згодом у шкільному атестаті ім'я також було зазначено як Миша, з плином часу в усіх документах ім'я також було зазначене як Миша.
Служив в армії з 1971 по 1973 р. Рік пропрацювавши десятником на будівництві у Вірменії планував вступити у ЗВО на вечірню форму навчання, де мав вибір між навчанням у Ташкенті чи у Чернігові. Надавши перевагу навчанню в Чернігові. Де у 1974 р. вступає у Чернігівський філіал Київського політехнічного інституту за спеціальністю "Цивільне промислове будівництво". Після того, як здобув вищу освіту працював бригадиром над будівництвом лікарні у місті Чернігові. Певний час також працював у Ріпкинському районі та у м. Сосниця Чернігівської області. Окрім, роботи бригадиром працював також інженером планового відділу. Згодом, протягом 5 років працював в колгоспі в Куликівському районі.
З 2017 по 2021 р. був депутатом депутат Куликівської районної ради сьомого скликання

Стенд Ліквідаторів ЧАЕС. Друге фото у першому стовпці фотографія Миші Арсеняна

Миша Арсенян у книзі "Чернігів Чорнобильский; Книга життя. Книга друга" на сторінці номер 200

Нині проживає у селі Жуківка, Куликівського району, Чернігівської області. Активно беручи участь у житті громади . Був згаданий на фото у книзі "Чернігів Чорнобильский; Книга життя. Книга друга" на сторінці номер 200

## Роль у ліквідації аварії на ЧАЕС
Вночі 28 квітня 1986 р. був відправлений в Чорнобильську зону відчуження в ролі хіміка-дозиметриста де працював протягом 40 днів, до 7 червня . Внаслідок чого був визнаний особою, яка постраждала внаслідок Чорнобильської катастрофи "Категорії 1"

## Власна справа
У віці 50 років вийшов на пенсію. Згодом відкрив власний будівельний магазин та почав вести підприємницьку діяльність у меблевій сфері.

## Нагороди

Частина нагород Миші Арсеняня

Миша Людвигович має численні нагороди. Зокрема, які видані президентами України:
Леонідом Кучмою медаль "Захиснику Вітчизни" (1997 р.)
Віктором Ющенко орден "За мужність" (2004 р.)
Петром Порошенком орден "За заслуги" ІІІ ст.  (24.06.2016 р.)

## Сімейний стан
Одружився в 1975 році з Тамарою Петрівною Арсенян. Має 2 дочок Лілію та Юлію